# オリンピック・ベースボール・センター
オリンピック・ベースボール・センター（Olympic Baseball Centre）は、ギリシャのアテネ郊外にある野球場群。大球場（Field 1、9,000人収容）と小球場（Field 2、4,000人収容）の2つの野球場で構成される。2004年のアテネオリンピックおよびアテネパラリンピックで競技会場となった。
1997年に行われたIOC総会により、2004年の夏季オリンピック開催地がアテネに決定した。アテネ南方のエーゲ海に面した場所にあったエリニコン国際空港が2001年3月に閉鎖され、その後空港跡地でオリンピック会場「エリニコ・オリンピック・コンプレックス」の建設が始まった。野球場は2004年2月27日に完成し、3月24日から28日には欧州4か国（ギリシャ、スウェーデン、チェコ、ロシア）が参加する大会が開催された。
公式開場日を迎えたのは8月12日。5日後の15日からはオリンピック本戦が始まった。大会は25日まで続き、キューバが金メダル、オーストラリアが銀メダル、日本が銅メダルを獲得した。全チーム総当たりの予選リーグは15 - 18日・20 - 22日に両球場で1日2試合ずつ、準決勝・3位決定戦・決勝は24 - 25日に全てField 1で開催された。パラリンピックではアーチェリー競技の会場となった。

## フィールドの特徴
フィールドに使用されている芝は、暑さに強い「バミューダ芝」という品種である。この品種は硬い芝であるため、打球の勢いが殺されやすい。また、外野スタンドがないことから、風の影響を受けた打球が流される。風の強さは常時7-8 メートルともいわれる。

## 五輪終了後
五輪終了後、Field 1は2007年にサッカースタジアムに改築され、地元のサッカーチームであるエスニコス・ピレウスFCのホームスタジアムとして使用された。2013年5月に、チームはオリンピック事務所と2年間のスタジアム使用契約とスタジアム再建の合意も締結した。これにより、スタジアムの収容人数が2,2000人に増加する予定であったが、その後、チームはスタジアムのセキュリティ上の問題から契約を取り消したことで白紙となった。
その後、ギリシャ入国を待つ人向けの難民キャンプとなった。